# アベニュー946
アベニュー946（アベニュー・クシロ、avenue 946）は、かつて北海道釧路市幸町14丁目1-9に存在した、JR釧路駅近くの商業ビルの名称である。
2002年（平成14年）2月11日まで、全国大手スーパー長崎屋釧路店がキーテナントとして入居・運営されていた。長崎屋の閉店後、建物を所有する地元企業の「武田商事」自身が直接経営・運営する地元大型商業施設であったが、2016年8月31日をもって閉店した。

## 沿革

### 前史
- 1976年（昭和51年）4月4日 釧路市内では初めて大規模小売店舗法（後の大店立地法の前身にあたる法律）適用となる長崎屋釧路店が開店[1]。
- 2000年（平成12年）2月13日 長崎屋の会社本体が会社更生法を申請[1]、経営破綻により店舗の見直しを余儀なくされ、全国の不採算店舗の閉鎖を決定。
  - 2008年（平成20年）5月1日 長崎屋取締役副会長となっていた成沢潤治（ドン・キホーテ代表取締役社長兼COO）が長崎屋代表取締役社長に昇格就任し[4]、9月5日に株式を追加取得して長崎屋本体を完全子会社化。
- 2002年（平成14年）2月11日 釧路店閉店[1][5]、その後約1年半閉鎖状態となる。

### 本史
- 2003年（平成15年）
  - 9月6日 食料品売場を核とし多数のテナントが入居する大型商業施設ビル アベニュー946として新たに起業・開店[2]。テナントのひとつとして長崎屋も衣料部門のサンバードのみ店舗を再開した。当初は7月にオープンを目指していたが[6] テナント探しに難航し[7] この日に変更、さらに全館一括オープンの予定だったが、3・4階の工事が間に合わなかったため1・2階フロアのみ先行開業[8]。
  - 9月20日 全館グランドオープン[9]。
- 2004年（平成16年）3月 長崎屋時代も含め、今まで一般客が出入り出来なかった5階フロアを屋内パークゴルフ場としてオープン[10]。同じく従業員専用だった唯一のエレベーター施設も一般客に利用開放される。
- 2006年（平成18年）9月 1階食料品売場の親会社である有限会社グリーンキャロットが釧路地方裁判所から破産宣告を受け撤退[11]（アベニュー946起業・開店後、最初の食料品売場休業）。
- 2007年（平成19年）2月17日 旧グリーンキャロット跡にアークスグループのフクハラアベニュー店が開店し、食料品売場が再開される[12]。
- 2008年（平成20年） 長崎屋サンバード（衣料）釧路店が閉店し、再び釧路から撤退。
- 2010年（平成22年）11月 4階に巨大室内遊園地 キッズUSランドがオープン[13]。
- 2011年（平成23年）4月12日 この日を最後にフクハラアベニュー店が閉店[14]（アベニュー946起業・開店後、二度目の食料品売場休業）。
- 2013年（平成25年）11月（および2019年（平成31年）1月） 「建築物の耐震改修の促進に関する法律（耐震改修促進法 平成7年法律第123号）」に対する法律等の改正施行（国土交通省管轄の許認可権）。
- 2016年（平成28年）
  - 1月 前述の耐震改修促進法の改正基準に達していない事が判明していた3階から5階までのフロアを閉鎖、該当店舗の一部は1・2階へ移動し集約[15]。
  - 3月27日 建物を所有する武田商事は入居テナントに対し、建物の老朽化などを理由に8月末から9月上旬にアベニュー946を閉店する意向を表明[15]。
  - 8月31日 予定通り閉店。長崎屋時代も含め40年近く駅前西地区で営業してきた歴史に幕を閉じた。

### 後史
- 2017年（平成29年）
  - 4月6日 建物を解体後、跡地にパチンコ店「ベガスベガス」が入居する計画が報じられる[16]。
  - 11月 建物の解体が完了[17]。
- 2018年（平成30年）12月28日 ベガスベガス釧路店開業。

## 主なフロア構成
全フロアの総床面積は、1万5,400m²。開店当初、4Fは「昭和30年代の釧路の町並みをイメージした飲食と物販ゾーン」というコンセプトを基に、内装（三輪自動車ダイハツ・ミゼットの常設展示など）やテナント構成が組まれていた。最盛期には50店近いテナントが入居した。
| 階               | フロア概要 |
| ---------------- | --- |
| 5F（塔屋）・屋上 | 室内パークゴルフ場（有料）、屋上ビアガーデン（釧路大漁どんぱく等、釧路市内祭事期間のみ開設） |
| 4F               | 飲食店街（ハンバーグレストラン、ラーメン屋、喫茶店）、インターネットカフェ兼漫画喫茶、骨董品店、ゲーセン、文化教室(絵画、手芸、ダンス、伝統舞踊、あみものなど）、福祉・IT教室、保険代理店、イベントスペース（通称：幸町小学校）        |
| 3F               | 100円ショップダイソー、駄菓子屋（昭和懐古向け）兼衣類店、シアトル系カフェ、切手・コイン・金券ショップ、アジアン雑貨、ジーンズショップ、写真スタジオ、美容室、洋服直し                                                                  |
| 2F               | 服屋(専門店街)、化粧品店、鞄兼靴屋 |
| 1F               | 食料品売場(一部を除き閉鎖中)、アジアン雑貨、和洋菓子店、ベーカリー喫茶、ドラッグストア、ライターショップ、高齢者向けCDショップ（演歌中心）、クリーニング店、ファンシー雑貨、旅行代理店、時計兼アクセサリー店、催事、鍵屋(建物外に入居) |

## 主なテナント
- グリーンキャロット（1階）2003年-2006年[11]
- ツルハドラッグ（1階）[18]
- 長崎屋サンバード(衣料)（2階）2003年-2008年
- くらしの衣料「ショウエー」（2階）2008年-2014年　- 長崎屋サンバード(衣料)跡地に入居していた[19]
- フクハラ（1階）2007年[12]-2011年[14]
- 柳月（1階）2008年-2012年 - 釧路駅前の自社ビルより移転[20]。
- エスプレッソ・バー ポラリス（3階） - 喫茶店。和商市場へ移転。
- 100円ショップダイソー　(3階)2015年12月31日まで
- 花夢音（1階）- フクハラ跡地の一部を借りて食品コーナーとキャンパスまるとで行われていた駄菓子コーナーを引き継いでいる。[18][21]
- 福朗（1階） - 旧釧路ステーションデパートより移転。
- マルセンクリーニング（1階）[22]
- とまと屋（2階）[18]
- 釧路スタンプ社（1階） 3階から移転- 旧オリエンタルデパートより移転。アベニュー946閉店を機に、JR北海道釧路駅1Fへ移転していたが、2021年夏頃に市内川北地区へ移転。
- Kid's US.LANDアベニュークシロ店（2階）4階から移転[23]
- 英会話のジオス（1階）2003年-2010年[24]
- 中古パソコンショップ リユース（1階）2013年4月迄 - 市内光陽地区へ移転。

### 開催された主な催事イベント
- 市内パナソニックショップ（パナソニック特約店）共同パナソニック製品見本市 - ほぼ毎年、年に約2回前後開催（1980年代頃までは、主に旧オリエンタルホテル（旧キャバレー・ニュー東宝系列。後に（提携先であった）コクド傘下入りし、釧路プリンスホテルとして全面建替）1F催事場にて開催されていた）
- 松葉末吉昭和初期の釧路地域写真展
- 家族対抗パークゴルフ大会
- 大アジア展
- こだわり人の手づくり合同展
- 癒しフェアー「心、体、食」
- 父の日絵画・絵手紙展（釧路新聞社主催）
- 北海道釧路湖陵高等学校音楽研究部「さよならセール応援ライブ“ザ・ラストサマー”」（2016年8月13日 - 14日）[25]

## 長崎屋旧釧路店時代について

### 主なテナント
- サンドール - 長崎屋系列 食品スーパー部門
- サン家電 - 長崎屋系列 家電量販店部門
- Booksいせや - 書店。長崎屋釧路店開店数年後にテナント入居。
- レストラン・オアシス - 長崎屋系列 飲食店レストラン部門
- 娘々飯店 - 中華料理店 - 長崎屋釧路店開店後、市内栄町地区に移転。
- クレープ屋 三銃士

## 近隣
- JR北海道釧路駅
- 釧路和商市場
- 釧路朝市
- 釧路ロイヤルイン - 旧釧路東映ホテル跡に入居。
- 釧路駅前ホテル・オーシャン - 旧パルコ跡に入居。
- 釧路パレスボウル
- 釧路市こども遊学館 - 旧「釧路青少年科学館」後継施設。
- シビックコア釧路（釧路地方合同庁舎）
- 中華麺房 昇龍天　- 足立ビル旧地下街ドリームロード（現在は閉鎖）より移転。
- 交流プラザさいわい - 耐震構造上の問題が発覚し、閉鎖。建て増しした5・6階部分を解体して営業再開予定。旧福祉会館。
- 釧路中央郵便局
- 日本振興銀行
- 民主党釧路支部事務所
- 釧路カトリック教会
- 釧路ガス本社